# Комсомольск (Речицкий район)
Комсомольск (бел. Камсамо́льск; до 1935 года — Дюрдев) — агрогородок (ранее-деревня) в Речицком районе Гомельской области Белоруссии. Административный центр Комсомольского сельсовета.

## География

### Расположение
В 35 км на северо-запад от Речицы, 20 км от железнодорожной станции Демехи (на линии Гомель — Калинковичи), 85 км от Гомеля.

### Транспортная сеть
Транспортные связи по просёлочной, затем автомобильной дороге Светлогорск — Речица. Планировка состоит из 2 почти прямолинейных, параллельных между собой улиц почти к меридиональной ориентации, к которым на юге присоединяется короткая прямолинейная улица с переулком. Застройка преимущественно деревянная усадебного типа. В 1987 году построено 50 кирпичных, коттеджного типа, домов в которых разместились переселенцы из загрязнённых радиацией мест в результате катастрофы на Чернобыльской АЭС.

## История
По письменным источникам известна с начала XIX века как селение в Горвальской волости Речицкого уезда Минской губернии. Под 1828 год обозначена в Сведском церковном приходе. В 1850 году в составе поместья Горваль, во владении генерал-майора Г. Ф. Менгдена. Согласно переписи 1897 года действовали школа грамоты, хлебозапасный магазин, магазин, трактир. Рядом находился одноимённый фольварк.
С 8 декабря 1926 года центр Дюрдевского, с 1935 года Комсомольского сельсоветов Горвальского, с 4 августа 1927 года Речицкого районов Речицкого, с 9 июня 1927 года Гомельского (до 26 июля 1930 года) округов, с 20 февраля 1938 года Гомельской области.
В 1929 году работали школа, изба-читальня, отделение потребительской кооперации. В 1929 году организован колхоз «Путь к социализму», работали кузница и шерсточесальня. Во время Великой Отечественной войны в 1943 году оккупанты сожгли деревню и убили 7 жителей. 68 жителей погибли на фронте. Согласно переписи 1959 года центр совхоза «Комсомольский». Работают средняя школа, Дом культуры, библиотека, фельдшерско-акушерский пункт, детский сад, швейная мастерская, отделение связи.

## Население

### Численность
- 2004 год — 207 хозяйств, 596 жителей.

### Динамика
- 1850 год — 43 двора.
- 1897 год — 63 двора, 328 жителей (согласно переписи).
- 1908 год — 87 дворов, 559 жителей.
- 1929 год — 721 житель.
- 1959 год — 524 жителя (согласно переписи).
- 2004 год — 207 хозяйств, 596 жителей.

## Культура
- Дом культуры

## Достопримечательность
- Братская могила

## Галерея

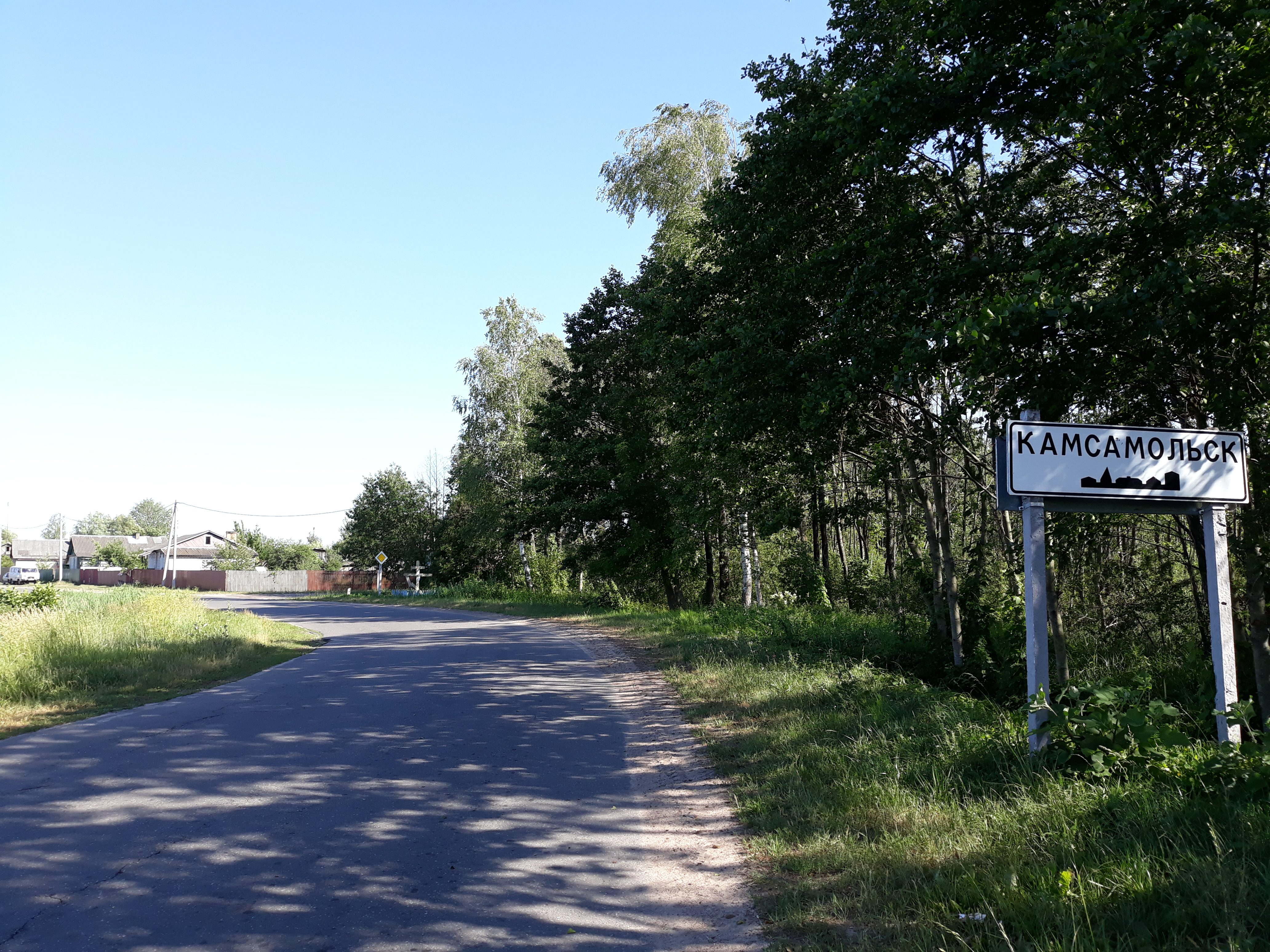
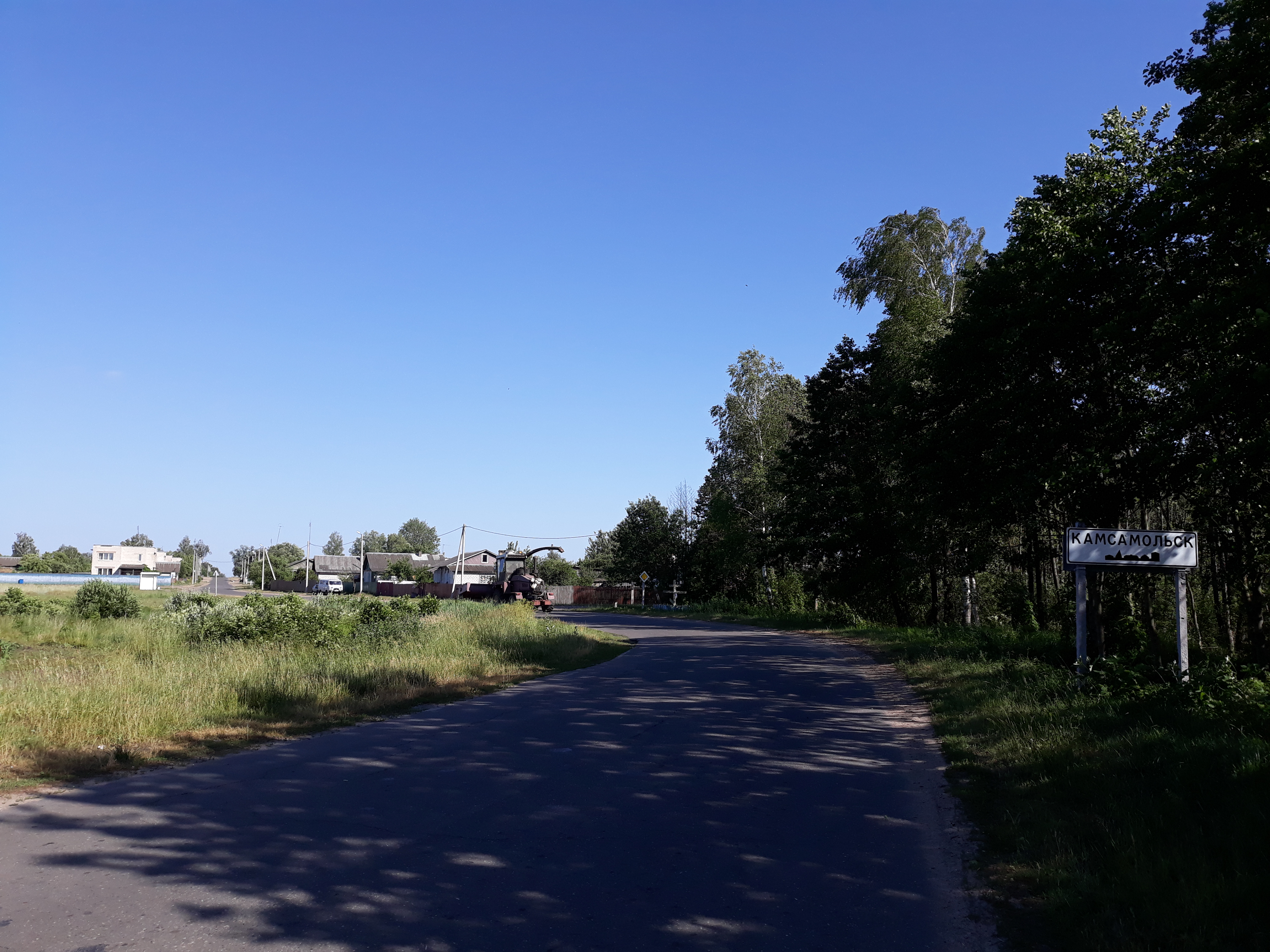
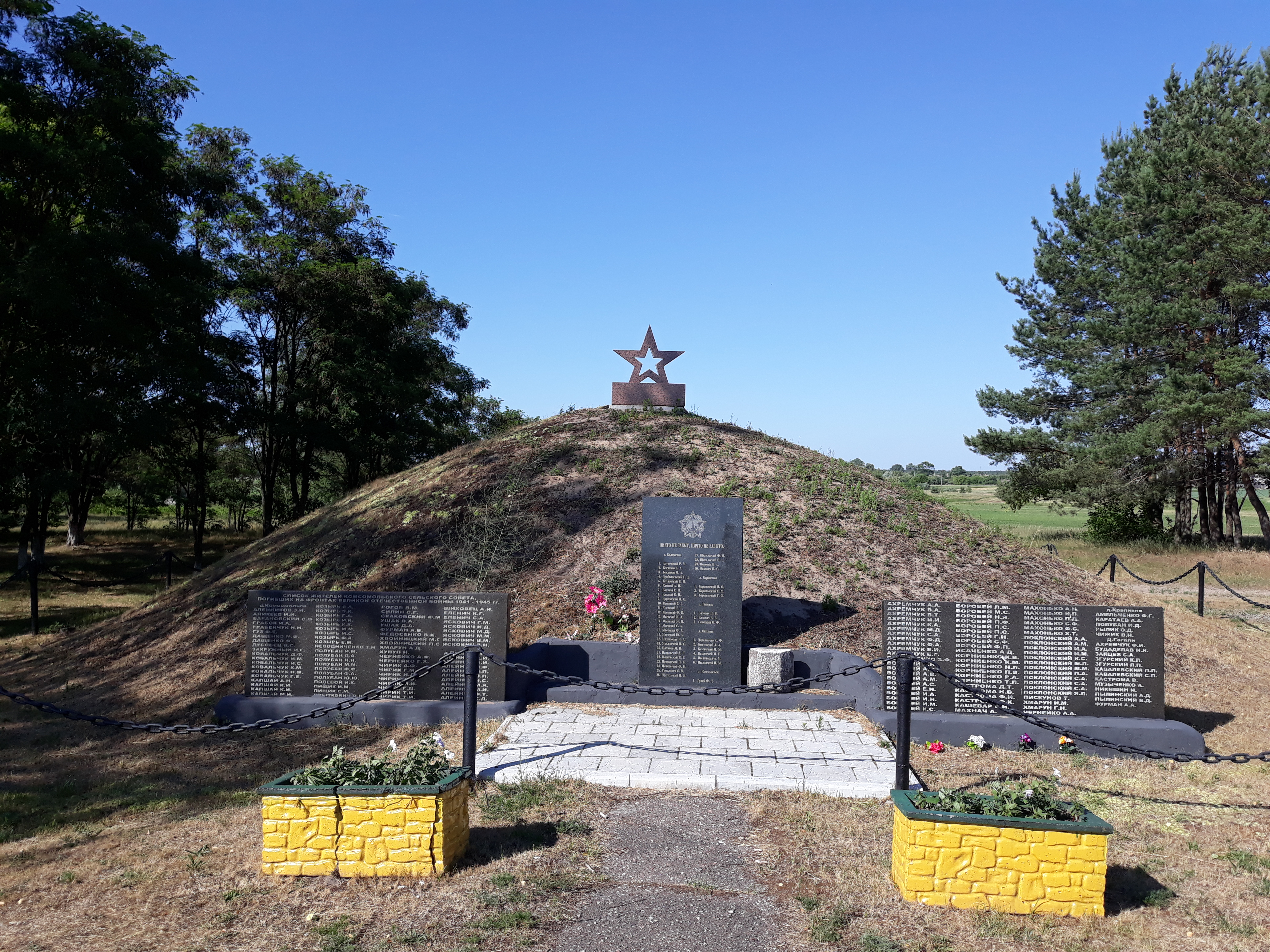
Братская могила